# (2302) Флоря
(2302) Флоря (лат. Florya) — типичный астероид главного пояса, открыт 2 октября 1972 года советским астрономом Николаем Курочкиным в Крымской астрофизической обсерватории и 7 сентября 1987 года назван в честь советского астронома Николая Флори.

## Обнаружение и именование
(2302) Флоря
Открыт 2 октября 1972 года в Научном Н. Е. Курочкиным.
Назван в память об астрономе Государственного астрономического института имени Штернберга Николае Фёдоровиче Флоре (1912—1941), опытном наблюдателе и выдающемся исследователе переменных звёзд.
Оригинальный текст (англ.)2302 Florya
Discovered 1972-10-02 by Kurochkin, N. E. at Nauchnyj.
Named in memory of Nikolaj Fyodorovich Florya (1912—1941), astronomer at the Sternberg State Astronomical Institute, skilled observer and prominent researcher on variable stars.
Источники: DISCOVERY.DB; M.P.C. 12208.

## Орбита

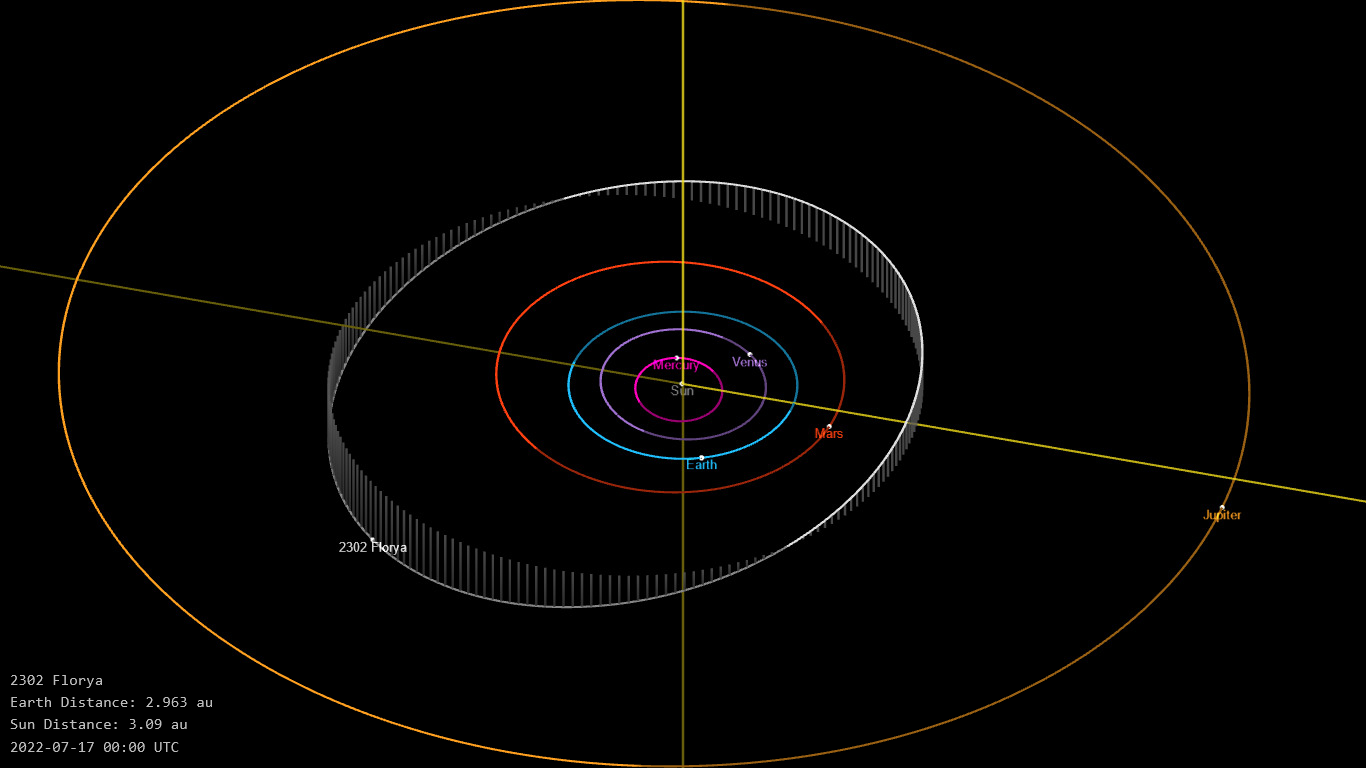
Орбита астероида Флоря и его положение в Солнечной системе

## Физические характеристики
Астероид относится к таксономическому классу S.
По результатам наблюдений в видимом и ближнем инфракрасном диапазоне космического телескопа NEOWISE и наблюдений в инфракрасном диапазоне спутника Akari диаметр астероида сначала оценивался равным 10,591±0,224 км, 12,41±0,38 км, 11,41±1,55 км, 11,71±2,93 км. Согласно тем же источникам, альбедо оценивается как 0,3290±0,0140, 0,170±0,011, 0,265±0,237, 0,22±0,13 и 0,329±0,014.